# Chaunax suttkusi
Chaunax suttkusi es una especie de pez del género Chaunax, familia Chaunacidae. Fue descrita científicamente por Caruso en 1989.
Se distribuye por el Atlántico Oriental: Azores hasta Angola. Atlántico Occidental: Carolina del Sur hasta la meseta de Río Grande. La longitud total (TL) es de 26,7 centímetros con un peso máximo de 359 gramos. Puede alcanzar los 1060 metros de profundidad.
Está clasificada como una especie marina inofensiva para el ser humano.